# Raaj Vishwakarma
Raaj Vishwakarma (राज विश्वकर्मा) est un acteur, YouTuber et entrepreneur indien, connu pour son travail dans des films de Bollywood tels que Running Shaadi (2017) et Gangubai Kathiawadi (2022) . Il vient de Rajapur, Chitrakoot, Uttar Pradesh, Inde, où il a grandi avec ses frères et sœurs, Lata Vishwakarma et Shashi Vishwakarma, par ses parents Awadhesh Kumar Vishwakarma et Usha Devi .

## Jeunesse
Raaj Vishwakarma est né le 28 mars 1995 dans une petite ville de l'Uttar Pradesh. Dès son plus jeune âge, il manifeste un vif intérêt pour la narration et les arts de la scène . Malgré sa passion, sa famille souhaitait initialement qu'il pursue une profession plus stable, n'ayant pas soutenu ses ambitions d'acteur .

## Carrière
Raaj a commencé sa carrière en 2016 avec le court-métrage The Murder Mystery 1, qui a reçu des critiques positives . Sa montée en popularité est attribuée à ses activités sur YouTube, où il a créé des courts-métrages comiques et des parodies, gagnant un public significatif . En 2022, il a fait ses débuts à Bollywood dans Gangubai Kathiawadi, produit par Sanjay Leela Bhansali . Raaj a incarné le rôle d'Abhay, recevant des éloges de la part des critiques et du public .
Depuis, Raaj a joué dans plusieurs films, notamment Yayeshbhai Jordaar, Radhe Shyam et Tadap . Bien que tous ces films n'aient pas connu un franc succès commercial, ses performances ont été appréciées.

### Influence sur les réseaux sociaux
La popularité de Raaj sur des plateformes telles que YouTube, Facebook et Instagram a joué un rôle crucial dans son succès, lui permettant de construire une base de fans fidèles grâce à son humour relatable et à sa personnalité engageante .

## Vie personnelle
Raaj Vishwakarma a maintenu une vie personnelle relativement privée mais a été ouvert sur son engagement envers le bien-être animal et diverses causes sociales . Il est en couple avec Aanchal depuis 2018, partageant une vision commune pour la croissance personnelle et professionnelle.

## Philanthropie
Raaj soutient activement des organisations de protection des animaux et promeut des initiatives éducatives, utilisant sa plateforme pour sensibiliser à des problèmes sociaux importants .

## Projets futurs
Raaj Vishwakarma a plusieurs projets à venir, y compris le film No Means No, prévu pour 2023, ainsi que le drame historique The Good Maharaja, attendu pour fin 2023 .

## Entrepreneuriat
En plus de sa carrière d'acteur, Raaj est le cofondateur d'une agence de marketing numérique nommée Digital Fames, lancée en 2017 . L'agence se spécialise dans les services de marketing sur les réseaux sociaux et a collaboré avec plusieurs marques bien connues .

## Impact sur l'industrie cinématographique
La croissance de Raaj Vishwakarma en tant qu'acteur illustre l'évolution du paysage de l'industrie cinématographique indienne, où les talents émergents se frayent un chemin grâce aux réseaux sociaux et à la création de contenu innovant . Son parcours sert d'inspiration à de nombreux artistes aspirants .